# Campionati europei di 470 1975
I Campionati europei di 470 1975 si sono svolti a Stokes Bay, nel Regno Unito, dal 12 al 22 agosto 1975.

## Podi
| Evento   | Oro                                           | Argento                  | Bronzo                                 |
| 470 Open | Svizzera Jean-Claude Vuithier Laurent Quellet | Norvegia C. Aazer Walter | Germania Ovest Frank Hübner Harro Bode |

## Medagliere
| Posiz. | Nazione        | Oro | Argento | Bronzo | Totale |
| ------ | -------------- | --- | ------- | ------ | ------ |
| 1      | Svizzera       | 1   | 0       | 0      | 1      |
| 2      | Norvegia       | 0   | 1       | 0      | 1      |
| 3      | Germania Ovest | 0   | 0       | 1      | 1      |
| Totale | Totale         | 1   | 1       | 1      | 3      |